# Lucas en Arthur Jussen
Lucas Jussen (Hilversum, 27 februari 1993) en Arthur Jussen (Hilversum, 28 september 1996) zijn twee Nederlandse broers die al vanaf hun jonge jaren actief zijn als pianist en wereldwijd vaak samen optreden als duo. Ze komen uit een muzikale familie; hun moeder Christianne van Gelder is docent dwarsfluit, en vader Paul Jussen is paukenist in het Radio Filharmonisch Orkest.

## Loopbaan
De broers zijn leerlingen van de pianopedagoog Jan Wijn. Zij kregen regelmatig les van Maria João Pires. Hun eerste docent was Leny Bettmann die hen in contact bracht met Maria João Pires. Ze speelden met de pianisten Ricardo Castro en Lang Lang. Op 30 april 2005 speelden ze in de Ridderzaal bij het 25-jarig regeringsjubileum van Koningin Beatrix. Op 24 november 2006 speelden zij op dertien- en tienjarige leeftijd Mozarts Concert voor twee piano's KV 365 in het Amsterdamse Concertgebouw met de Radio Kamer Filharmonie onder leiding van Jaap van Zweden. Op 30 november 2009 traden zij daar op met hetzelfde orkest onder Michael Schønwandt en speelden zij het Concert voor twee piano's van Francis Poulenc. Op 12 maart 2010 tekenden de broers een contract met Deutsche Grammophon.
Na twee jaar studie bij Menahem Pressler in de Verenigde Staten vervolgde Lucas vanaf oktober 2013 zijn opleiding bij Dmitri Bashkirov aan de Escuela Superior de Música Reina Sofía in Madrid. Arthur zette het gymnasium voort en studeerde aan het Conservatorium van Amsterdam verder bij Jan Wijn.
In 2018 waren de broers de hoofdgasten tijdens het Prinsengrachtconcert in Amsterdam. Vier jaar later speelden zij op het Koningsdagconcert in Maastricht.
In 2019 maakten de gebroeders hun debuut bij de Salzburger Festspiele.
Op 4 juli 2020 waren de Jussens na een sluiting van 111 dagen door de coronapandemie de eersten die (voor een publiek van 350 mensen) weer een concert gaven in het Concertgebouw in Amsterdam.
De broers zijn wereldberoemd en spelen in alle grote concertzalen op alle continenten.

## Prijzen
- Bij het Nationaal Concours van de Stichting Jong Muziektalent Nederland won Arthur Jussen in 2004 een eerste prijs.
- Op 8 juni 2011 ontvingen Arthur en Lucas Jussen de eerste Concertgebouw Young Talent Award.[3]
- In dezelfde maand wonnen de broers de Edison Klassiek Luister Publieksprijs.
- 2013: Publieksprijs Festspiele Mecklenburg Vorpommern
- 2016: Edison Publieksprijs voor album Mozart Double Piano Concertos
- 2018: Opus Klassik in de categorie Klassiek voor kinderen[4]
- 2022: Luitpold-prijs van de Festival Kissinger Sommer[5]

## Documentaires
- Help, ik heb talent van Roel van Dalen (2006).
- Lucas en Arthur Jussen - Twee heel gewone broertjes van Hinke Brinkman (2009).
- Jeux van Gijs en Leonard Besseling (2013).
- Lucas en Arthur Jussen op wereldtournee (2023)[6]

## Discografie
| Album met eventuele hitnotering(en) in de Nederlandse Album Top 100               | Datum van verschijnen | Datum van binnenkomst | Hoogste positie | Aantal weken | Opmerkingen |
| --------------------------------------------------------------------------------- | --------------------- | --------------------- | --------------- | ------------ | ----------- |
| Beethoven piano sonatas                                                           | 23-04-2010            | 24-04-2010            | 2               | 24           | Platina     |
| Schubert impromptus                                                               | 23-09-2011            | 01-10-2011            | 4               | 26           | Goud        |
| 2CD: Beethoven piano sonatas / Impromptus & fantasie                              | 2012                  | -                     | -               | -            |             |
| Jeux: Fauré, Poulenc, Ravel                                                       | 27-09-2013            | 28-09-2013            | 8               | 19           |             |
| Aangenaam klassiek, CD3 Encores: Bizet, Pierné, Mendelssohn-Bartholdy en A. Berio | 27-09-2013            | -                     | -               | -            | Platina     |
| Mozart: Double Piano Concertos                                                    | 09-10-2015            | 17-10-2015            | 4               | 22           | Goud        |
| Saint-Saëns / Poulenc / Say                                                       | 24-03-2017            | 01-04-2017            | 12              | 7            |             |
| Bach                                                                              | 27-09-2019            | 05-10-2019            | 45              | 7            |             |
| The Russian Album                                                                 | 19-03-2021            | 27-03-2021            | 4               | 3            |             |
| Dutch Masters                                                                     | 29-04-2022            | 07-05-2022            | 14              | 2            |             |